# Gnamptogenys kempfi
Gnamptogenys kempfi är en myrart som beskrevs av Lenko 1964. Gnamptogenys kempfi ingår i släktet Gnamptogenys och familjen myror. Inga underarter finns listade i Catalogue of Life.